# Klaus Pavel (Politiker)
Klaus Pavel (* 6. Juni 1953 in Göppingen) ist ein deutscher Politiker (CDU). Von 1996 bis 2020 war er Landrat des Ostalbkreises.

## Werdegang
Sein Studium für den gehobenen nichttechnischen Verwaltungsdienst an der Fachhochschule für öffentliche Verwaltung in Stuttgart schloss Pavel mit dem Abschluss Diplom-Verwaltungswirt (FH) ab.
Von 1984 bis 1996 war er Bürgermeister der Gemeinde Boll im Landkreis Göppingen.
Als der bisherige Landrat des benachbarten Ostalbkreises, Diethelm Winter, 1996 nicht zur Wiederwahl antrat, bewarb sich Klaus Pavel für dessen Amt. Im Kreistag des Ostalbkreises fehlte seiner Partei, der CDU, jedoch ein Sitz zur absoluten Mehrheit; so entfielen bei der Wahl durch den Kreistag am 18. Juni 1996 in allen drei Wahlgängen jeweils 40 Stimmen auf Pavel und auf seinen Gegenkandidaten Karl Bux, dem parteilosen Bürgermeister Ellwangens. Aufgrund des dreimaligen Patts wurde ein Losentscheid fällig, hierbei fiel das Los auf Pavel.
In seinem Amt als Landrat wurde Klaus Pavel im Juni 2004 wiedergewählt; dieses Mal erhielt er als einziger Bewerber eine Zustimmung von 88 Prozent. Im Juni 2012 stellte er sich dem Kreistag erneut zur Wahl und wurde, erneut ohne Gegenkandidaten, mit 97,3 % der Stimmen (71 Ja-Stimmen, 2 ungültige Stimmen) für weitere acht Jahre wiedergewählt. Pavel war von 2006 bis 2015 über drei Amtsperioden Vorsitzender des Hochschulrats der Hochschule für Gestaltung Schwäbisch Gmünd. Er ist Kuratoriumsvorsitzender und Ehrensenator der Hochschule Aalen sowie ebenso der HfG Schwäbisch Gmünd.
Aus Altersgründen trat Pavel 2020 nicht mehr zur Wiederwahl an. Der Kreistag des Ostalbkreises wählte am 30. Juni 2020 daraufhin Joachim Bläse, den Ersten Bürgermeister Schwäbisch Gmünds, zu seinem Nachfolger, der das Amt im September 2020 antrat. Am 9. September 2020 wurde Pavel daraufhin in der Stadthalle Aalen unter anderem durch den Innenminister Thomas Strobl und den Regierungspräsidenten Wolfgang Reimer aus dem Amt verabschiedet.
Pavel ist zudem Vorsitzender des Verwaltungsrats der Kreissparkasse Ostalb, stellvertretender Aufsichtsratsvorsitzender der Kreisbau Ostalb eG sowie stellvertretender Aufsichtsratsvorsitzender des Energieversorgungsunternehmens EnBW ODR AG. Er ist zudem Vorsitzender der Härtefallkommission des Landes Baden-Württemberg.
Am 25. Juni 2020 wurde Klaus Pavel mit der Großen Ehrenplakette der Stadt Aalen in Silber ausgezeichnet. Im Juli 2020 bekam Pavel von Ministerpräsident Winfried Kretschmann das Bundesverdienstkreuz am Bande verliehen.